# Lychnis senno
Lychnis senno là loài thực vật có hoa thuộc họ Cẩm chướng. Loài này được Siebold & Zucc. mô tả khoa học đầu tiên năm 1839.